# Quentalia ojeda
Quentalia ojeda är en fjärilsart som beskrevs av Paul Dognin 1889. Quentalia ojeda ingår i släktet Quentalia och familjen silkesspinnare. Inga underarter finns listade.